# Zaqatalas internationella flygplats
Zaqatalas internationella flygplats (IATA: ZTU, ICAO: UBBY) (azerbajdzjanska: Zaqatala Beynəlxalq Hava Limanı) är en civil flygplats i nordvästra Azerbajdzjan i distriktet Muxax, 301 kilometer från huvudstaden Baku. Den servar staden Zaqatala, med en folkmängd på strax över 32 000 (2020).
Zaqatalas internationella flygplats ligger direkt söder om stadskärnan, cirka 10 kilometer. Den är belägen 390 meter (1 281 fot) meter över havet.
Flygplatsen ingår i Bakus flyginformationsregion.
Den enda landningsbanan är gjord i betong och går i kompassriktningarna 15/33. Den är 3 000 meter lång och 45 meter bred. Vad gäller navigation så är flygplatsen utrustad både med ett modernt instrumentlandningssystem samt VOR/DMI-system. Zaqatalas internationella flygplats underhålls av Roya Aviation Services. Reguljärflygningar saknas men flygplatsen används av charterbolag som Jetbee. Zaqatala har tidigare servats av Azerbaijan Airlines men 2024 saknas avgångar.